# أربينو
أربينو، أو لهجة ايربينيان، (بالإنجليزية: Irpinian dialect)‏، هي اللهجة المحكية، في جميع البلديات في مقاطعة أفيلينو، في منطقة كامبانيا الإيطالية. إنها بديل اللغة النابولية، لكنها تختلف عنها في بعض العبارات، والنطق. اللهجة تتأثر بشدة بجيرانها الجغرافيين. على سبيل المثال، في المنطقة الشمالية من أفيلينو، هناك بعض النغمات لللكنة من بينيفينتو. لهجة يتحدث بها في أريانو إيربينو، أو غيرها من المدن القريبة من الحدود مع بوليا.